# Ringkolbenventil

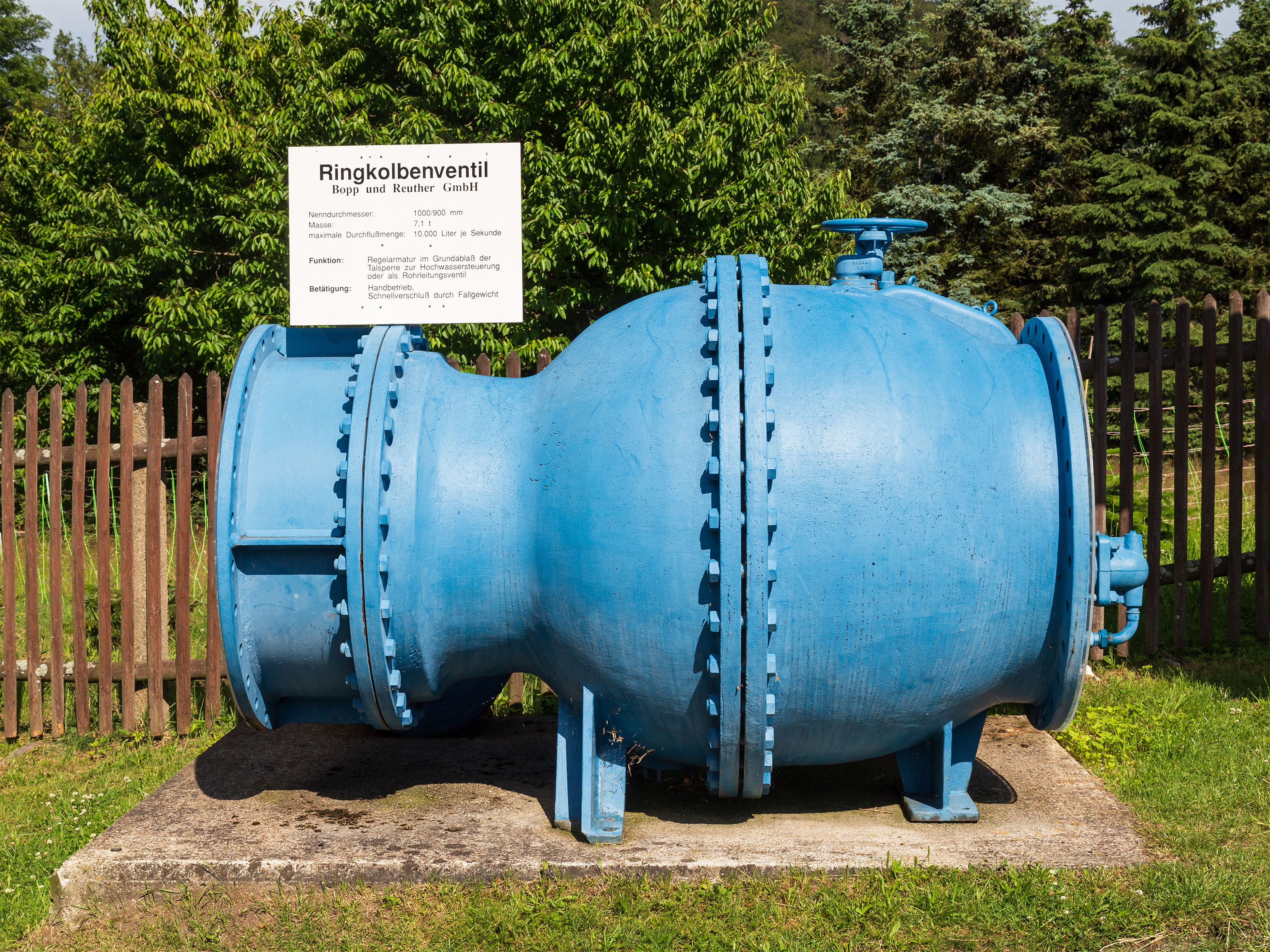
Ausgebautes Ringkolbenventil

Das Ringkolbenventil ist ein Regelventil zur stufenlosen Regelung oder Drosselung des Durchflusses von Rohrleitungen. Auch bei hohen Differenzdrücken können damit sicher und exakt die Durchflussmengen bis zum Maximum eingestellt werden. Unter Vermeidung von Druckstößen gestattet die Armatur das präzise und sanfte Öffnen und Schließen von Rohrleitungen großer Nennweiten, ohne dabei Kavitation zu verursachen. Wichtiges Einsatzfeld ist der Einbau an Grundablässen und Kraftwerksleitungen von Talsperren, um die Wasserabgabe in das weiterführende Gewässer zu regeln.
Weitere Bezeichnungen für diese Armatur sind Rohrkolbenventil oder Ringkolbenschieber.

## Aufbau und Wirkung

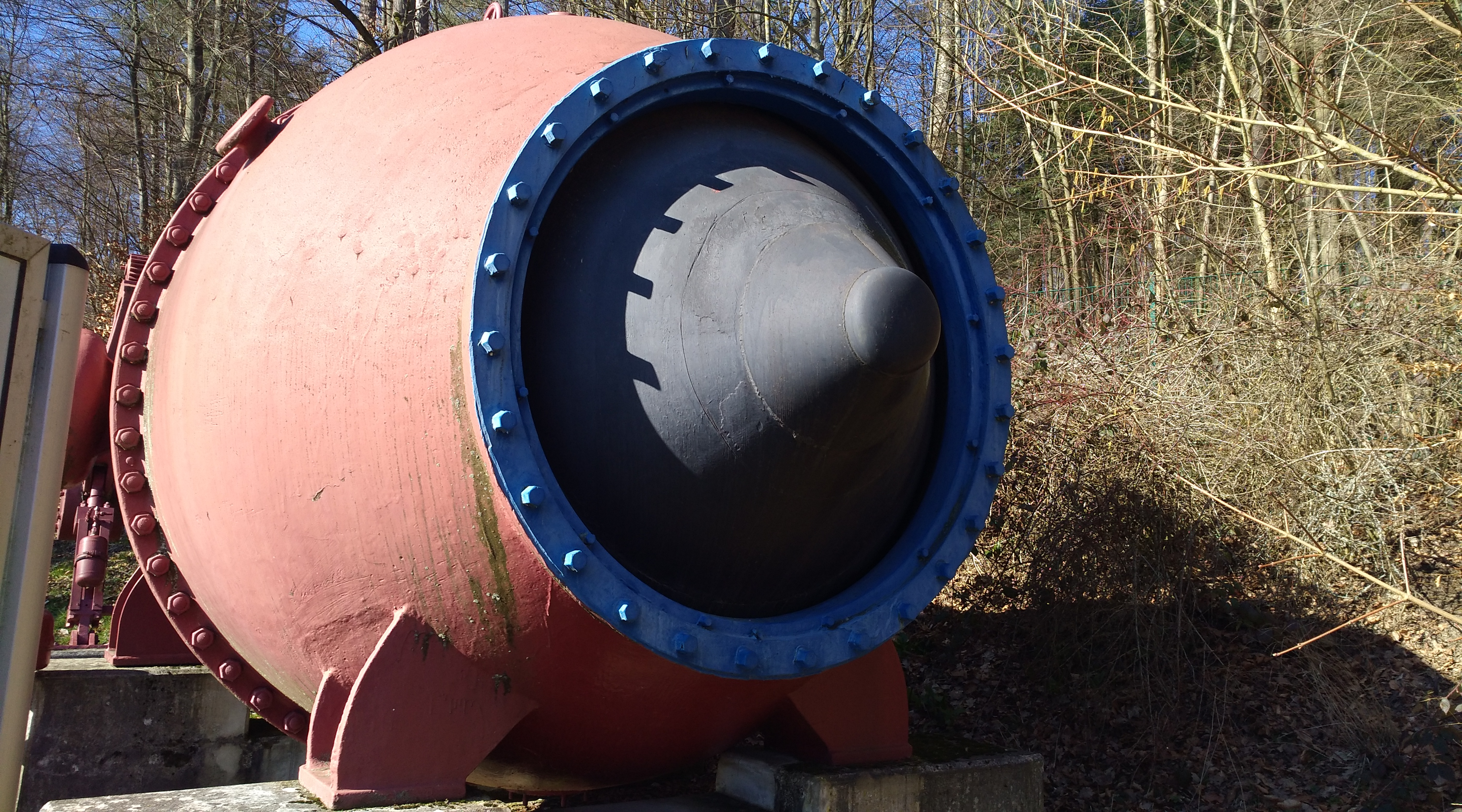
Geschlossenes Ringkolbenventil

Den Kern eines Ringkolbenventils bildet ein zentraler, strömungsgünstiger Verschlusskolben (engl. Plunger), der innerhalb einer Rohrleitungsaufweitung geführt wird und in Strömungsrichtung verschiebbar ist. In jeder Kolbenstellung wird ein ringförmiger Drosselquerschnitt erzeugt, der bei rotationssymmetrischer Strömungsführung über den gesamten Öffnungsbereich eine lineare Regelcharakteristik ermöglicht.
Am hinteren Ende gleitet der tropfenförmige Kolben auf den Dichtring des Gehäuses und verschließt zusammen mit dem auf dem Kolben liegenden Profildichtring die Rohrleitung. Ein außen liegender Antrieb bewegt den Plunger in horizontaler Richtung, wodurch beim Öffnen ein ringförmiger Spalt zwischen Gehäuse und Kolben entsteht. Je weiter der Plunger gegen die Strömungsrichtung zurück gefahren wird, umso größer wird der Spalt und umso mehr Wasser kann ausströmen.
Durch die Querschnittsverengung innerhalb des Ringkolbenventils besteht grundsätzlich die Gefahr von Kavitation. Aufgrund der hohen Strömungsgeschwindigkeit erfolgt an der Engstelle eine Druckänderung, die dabei unter den Verdampfungsdruck des Wassers sinken kann. Es bilden sich Dampfblasen, die von der Strömung mitgerissen werden. Bei steigendem Druck fallen diese schlagartig zusammen – sie implodieren. Dabei entstehen extreme Druckspitzen, durch die in kürzester Zeit Materialschädigungen an den Leitungen und Armaturen auftreten. Zur Verhinderung des Materialabtrags sind Ringkolbenventile derart konstruiert, dass der Auslaufstrom die Dampfblasen zur Mitte des Ventils lenkt. Beim Zusammentreffen der Dampfblasen mit dem Wasserstrom werden diese zerstört und schädigen nicht das Ventil.